# Periscyphis pilosus
Periscyphis pilosus is een pissebed uit de familie Eubelidae. De wetenschappelijke naam van de soort is voor het eerst geldig gepubliceerd in 1939 door Arcangeli.